# Ortahisar

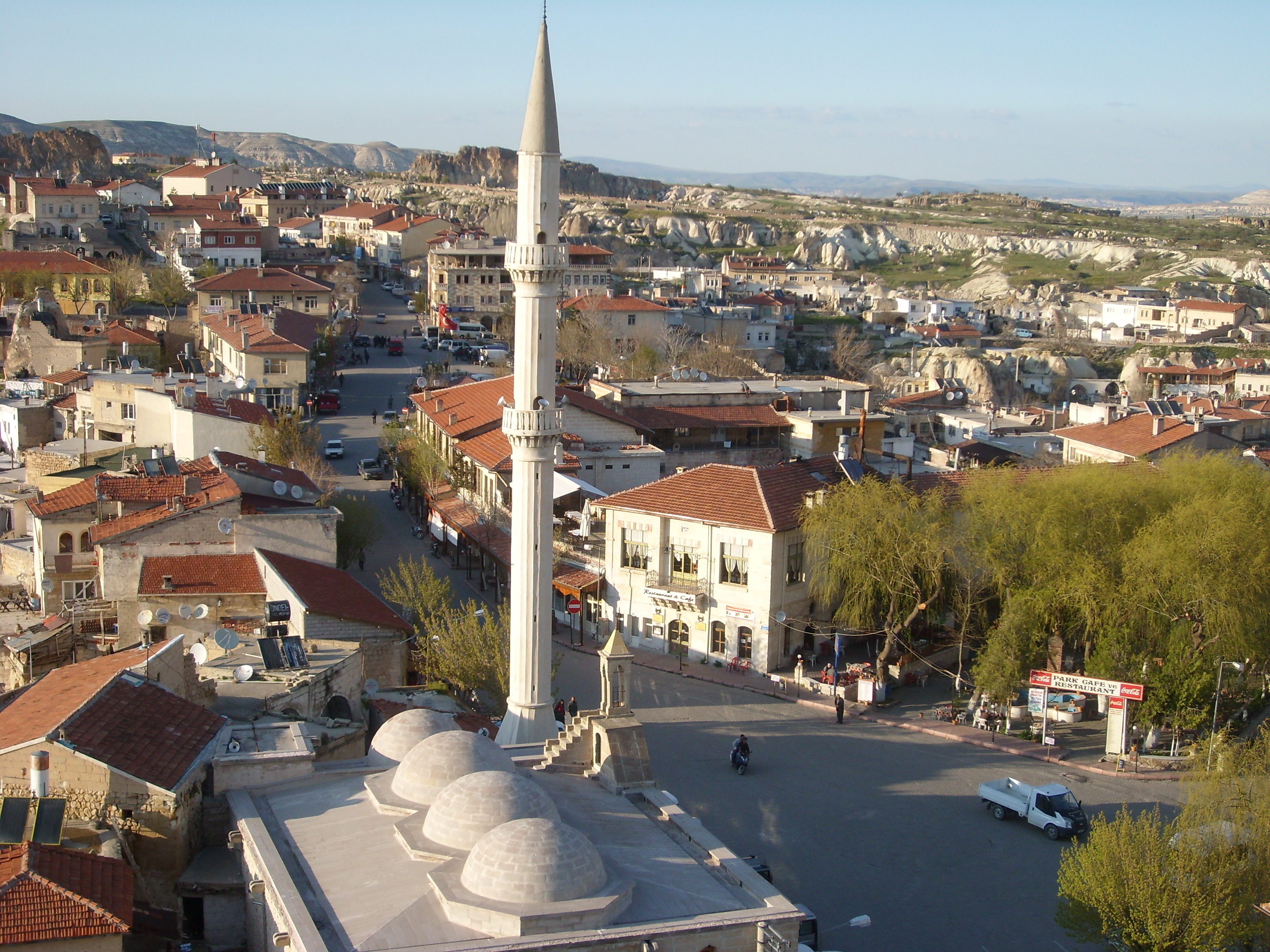
Vista da vila desde o rochedo do castelo

Ortahisar é um município da região histórica e turística Capadócia, pertencente ao distrito de Ürgüp, na província de Nevşehir, na região administrativa da Anatólia Central, Turquia. Em 2000 a sua população era de 3 484. Está situado  nos limite sudeste do Parque Nacional de Göreme, a cerca 1250 m de altitude, a aproximadamente 13 km em linha reta a leste da cidade de Nevşehir, a capital da província, e a 6 km a oeste de Ürgüp.

## Locais de interesse para o visitante
A principal atração da vila é o seu "castelo", na realidade um enorme rochedo natural, com cerca de 90 m de altura, com grutas naturais e artificiais, que algumas delas ainda usadas para  habitação humana.
À semelhança desta parte da Capadócia, as numerosas cavernas naturais e artificiais usadas como casas não se limitam ao rochedo do castelo. Essas construções trogloditas foram usados pelo menos desde os primeiros tempos do Cristianismo para refúgio das frequentes perseguições e invasões a que a região esteve sujeita, e supõe-se que possam remontar ao período hitita, no 1º ou 2º milénio a.C..
A região tem numerosas igrejas bizantinas espalhadas pelos diversos vales. Na vila encontra-se a igreja bizantina de Cambazlı (Kilise Cambazlı), com planta em cruz e frescos do século XIII, que atualmente é usada como armazém. Nos arredores encontra-se a Kilise Üzümlü (igreja das uvas), do século VIII ou IX, com frescos representando uvas e uma imagem da Virgem entronizada com o Menino Jesus. A nordeste da vila encontra-se o complexo monástico de Hallaç (Ortahisar Manastiri Hallaç), também chamado de Mosteiro Hospital de Hallaç, por se pensar que tenha tido uma enfermaria. É escavado na rocha e tem pinturas no interior e exterior, algumas imitando portas, janelas e pilares. Tem um pátio aberto a sul e fechado nos restantes três lados. Após o abandono do mosteiro, os locais usaram-no como pombal, tendo para isso tapado parcialmente as janelas e entradas.
Menos visitado, por ser de difícil acesso, a cerca de 3 km da vila encontra-se a igreja e complexo monástico de Pancarlık (Pancarlık Kilise), que apresenta frescos em admirável estado de conservação, onde até as faces estão em bom estado,[a] representando o Batismo de Jesus e a Anunciação. No vale de Balkan enontram-se diversas igrejas pré-bizantinas, nomeadamente a Balkanlar Kilise e a Sarıca Kilise, as quais conteem alguns dos mais antigos frescos da Capadócia.
A vila tem um museu etnográfico, o Kültür Müze, o qual recria diversas cenas da vida tradicional da região, com objetos, mobiliário e manequins.

## Economia
A par das vizinhas Göreme e Nevşehir, o turismo e uma atividade importante em Ortahisar, embora em menor escala que naquelas localidades. Além do turismo, a área vive essencialmente da agricultura e pecuária, produzindo bastante frutas, legumes e hortaliças, sobretudo maçãs, cebolas e batatas. Além da produção própria, a região é uma centro logístico de produtos agrícolas para grande parte da Turquia, pois aqui são armazenadas grandes quantidades de produtos, — sobretudo limões, mas também outros citrinos, grande parte delas oriundas da costa mediterrânica e outras frutas — usando as grutas da região como armazéns frigoríficos naturais.